# Laskowa Góra
Laskowa Góra – wzniesienie w Beskidzie Wyspowym, znajdujące się na granicy miejscowości Młynne i Laskowa, na północnych zboczach doliny rzeki Łososina. Ma trzy wierzchołki o wysokościach 486 m (zachodni), 489 m (wschodni) i 483 m (północny). Najwyższy wierzchołek wschodni na mapie Geoportalu ma nazwę Góra Odrończa. Stromo podcięte południowe stoki masywu Laskowej Góry opadają do doliny Łososiny, mniej strome stoki północno-wschodnie do jej dopływu, Potoku Nagórskiego (Łososinka), zachodnie do doliny niewielkiego bezimiennego potoku, również będącego dopływem Łososiny. Od północnego wierzchołka 483 m biegnie paski grzbiet łączący Laskową Górę z masywem Kamionnej.
Laskowa Góra jest w większości porośnięta lasem, ale w niektórych jej miejscach wysoko, aż pod sam grzbiet wcinają się pola uprawne miejscowości Młynne i Laskowa. Południowymi podnóżami Laskowej Góry, wzdłuż doliny Łososiny biegnie droga Młynne – Łososina Dolna.